# Gmina Årslev
Gmina Årslev (duń. Årslev Kommune) była w latach 1970-2006 (włącznie) jedną z gmin w Danii w okręgu Fionii (Fyns Amt). 
Siedzibą władz gminy było miasto Årslev. 
Gmina Årslev została utworzona 1 kwietnia 1970 na mocy reformy podziału administracyjnego Danii. Po kolejnej reformie w 2007 r. weszła w skład gminy Faaborg-Midtfyn.

## Dane liczbowe
- Liczba ludności: (♀ 4664 + ♂ 4701) = 9365
  - wiek 0-6: 9,5%
  - wiek 7-16: 15,0%
  - wiek 17-66: 63,1%
  - wiek 67+: 12,4%
- zagęszczenie ludności: 126,6 osób/km² (2004)
- bezrobocie: 3,8% osób w wieku 17-66 lat
- cudzoziemcy z UE, Skandynawii i USA: 88 na 10 000 osób
- cudzoziemcy z krajów Trzeciego Świata: 159 na 10 000 osób
- liczba szkół podstawowych: 3 (liczba klas: 47)